# NGC 4163
NGC 4163 (NGC 4167) é uma galáxia irregular (Im) localizada na direcção da constelação de Canes Venatici. Possui uma declinação de +36° 10' 07" e uma ascensão recta de 12 horas, 12 minutos e 09,0 segundos.
A galáxia NGC 4163 foi descoberta em 28 de Abril de 1785 por William Herschel.